# Gesäßfurche

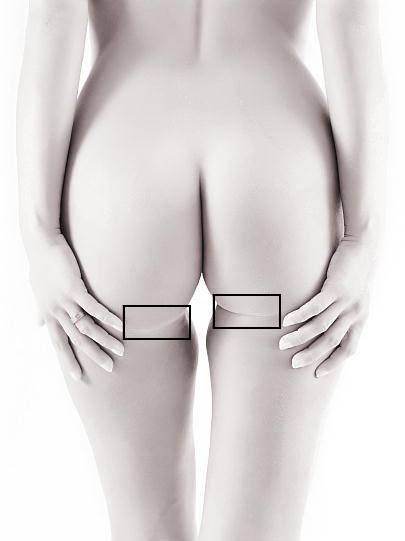
Gesäßfurchen bei der Frau

Die Gesäßfurche (Sulcus glutaeus, Sulcus glutaealis, Ruga glutaea horizontalis), auch Gesäßfalte, Glutealfalte oder Glutäalfurche, ist eine beidseits horizontal verlaufende Rinne unterhalb der Gesäßbacken (Clunes) bzw. unterhalb der beiderseitigen Vorwölbungen des Musculus gluteus maximus, die insbesondere bei der Anspannung des Gesäßmuskels im Standbein sichtbar wird. Sie grenzt die Hüftregion (Regio glutaea) kaudal von der hinteren Oberschenkelgegend (Regio femoralis posterior) ab. Diese Gesäßfalte entsteht durch einen von der Fascia lata ausgehenden Faszienstreifen, der zwischen dem großen Umdreher (Trochanter major) des Oberschenkelknochens zum Sitzbeinhöcker (Tuber ischiadicum) verläuft. Diese Faszienverstärkung wird auch „Sitzhalfter“ genannt.
Die Gesäßfalte ist nicht identisch mit dem unteren Rand des Musculus gluteus maximus, dieser verläuft schräg und nicht horizontal.
Die Gesäßfurchen dürfen nicht mit der senkrecht dazu verlaufenden Analrinne verwechselt werden, zumal beide Regionen auch noch als Gesäßfalten bezeichnet werden.